# Extinción de Olson
La Extinción de Olson fue un evento de extinción que ocurrió hace aproximadamente 270 millones de años, a comienzos del Guadalupiense, durante el Pérmico. Este evento representó una importante pérdida de biodiversidad, y precedió a dos grandes extinciones posteriores: la Extinción Capitaniense y la Extinción masiva del Pérmico-Triásico.

## Patrones de la extinción
La primera evidencia de esta extinción proviene de la brecha que Everett C. Olson notó entre la fauna predominante de pelicosaurios durante el Pérmico Inferior y la fauna dominada por terápsidos durante el Pérmico Medio y Superior. Inicialmente se consideró una brecha debido a la conservación deficiente del registro fósil.
Sin embargo, durante la década de 1990 y la del 2000 las investigaciones recopilaron evidencia de un evento extintivo en la biodiversidad de plantas, organismos marinos y tetrápodos anterior a la gran extinción del Pérmico-Triásico, que tuvo un profundo impacto sobre la vida en la Tierra. Sahney y Benton confirmaron un descenso significativo en la biodiversidad de los vertebrados durante la extinción de Olson a escala global.

## Recuperación
La fauna no se recuperó por completo después de la extinción de Olson hasta la Extinción masiva del Pérmico-Triásico. Los estimados del tiempo trascurrido para llevarse a cabo varían y algunos autores indican que la recuperación fue prolongada, tomando hasta 30 millones de años en hacerlo, hasta el Triásico.
Algunos eventos importantes tuvieron lugar durante este periodo de extinción, el más notable fue el origen de los terápsidos, un grupo que incluye los ancestros evolutivos de los mamíferos. Investigaciones adicionales sobre los terápsidos primitivos descubiertos recientemente en la formación Xidagou en China, que existieron durante el Roadiense, pueden proporcionar más información sobre este aspecto.